# Lygodium
Lygodium is een geslacht van varens uit de familie Schizaeaceae.
Het geslacht komt met ongeveer veertig soorten in tropische en subtropische streken over heel de wereld voor. Tot dit geslacht behoren de "klimmende" varens, die zich met steeds doorgroeiende middennerf om takken en boomstammen winden en waarvan de bladeren meters lang kunnen worden. De bladeren zijn veervormig samengesteld, de sporangiën staan in dubbele rijen op de bladrand of op een apart "aarvormig" deel hiervan, ze zijn door een indusium bedekt. De vruchtbare en de onvruchtbare bladeren zijn gelijk van vorm.
Enkele soorten worden in kassen gekweekt,
bekende soorten zijn:
- Lygodium articulatum – Tropisch Zuidoost-Azië.
- Lygodium circinatum – Tropical Asia and Australasia.
- Lygodium conforme – China.
- Lygodium cubense – Cuba, Centraal-Amerika.
- Lygodium digitatum – China.
- Lygodium flexuosum – Zuid-China en Australasië.
- Lygodium japonicum – Japan en Australasië - Handel in deze soort is verboden in de Europese Unie[1][2]
- Lygodium microphyllum – alleen fossiel bekend.
- Lygodium microstachyum – China.
- Lygodium palmatum – Verenigde staten.
- Lygodium polystachyum – China.
- Lygodium reticulatum – Australië, Polynesië.
- Lygodium salicifolium – Zuidoost-Azië, en Maleisische archipel.
- Lygodium scandens – Zuid-China, Maleisische archipel, Noord-Australië.
- Lygodium subareolatum – China.
- Lygodium trifurcatum – Tropisch Zuidoost-Azië en Australasië.
- Lygodium volubile – Centraal- en Zuid-Amerika.
- Lygodium versteeghii – Tropisch Zuidoost-Azië en Australasië.
- Lygodium yunnanense – Zuid-China.